# Rayonnement du corps noir

Au fur et à mesure que la température diminue, le sommet de la courbe de rayonnement du corps noir se déplace à des intensités plus faibles et des longueurs d'onde plus grandes. Le diagramme de rayonnement du corps noir est comparé avec le modèle classique de Rayleigh et Jeans.

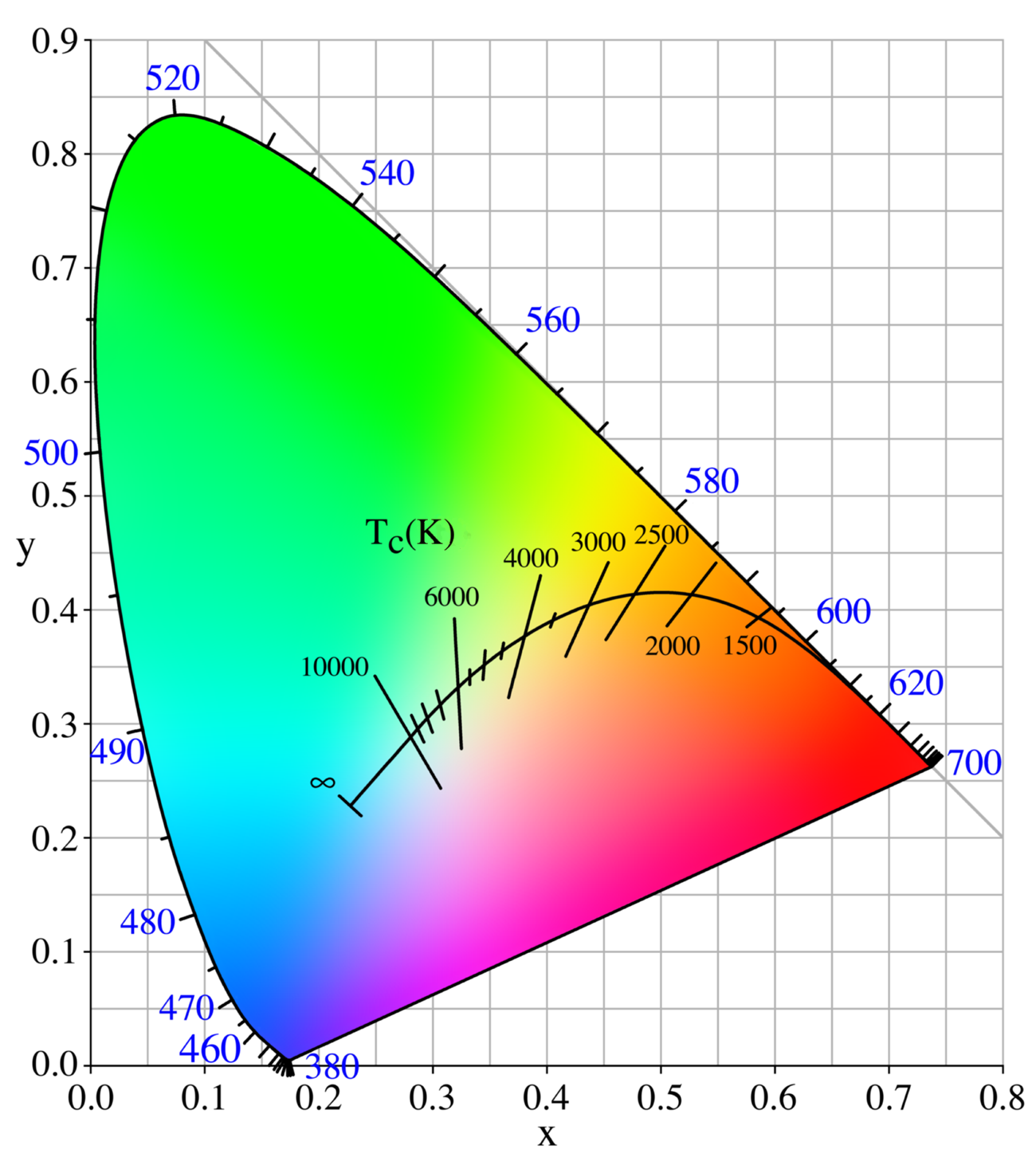
La couleur (chromaticité) du rayonnement du corps noir dépend de la température du corps noir. Le lieu géométrique de telles couleurs, représenté ici en espace x,y CIE XYZ, est connu sous le nom de lieu géométrique de Planck.

Le rayonnement du corps noir est un type de rayonnement thermique (rayonnement électromagnétique) émis par un corps noir (corps qui absorbe parfaitement la chaleur) en équilibre thermodynamique avec son environnement. Le rayonnement possède un spectre spécifique  et une intensité qui dépend seulement,,, de la température du corps.
Le rayonnement thermique spontanément émis par les objets ordinaires peut être approximé par un rayonnement de corps noir. Une enceinte  parfaitement isolée, en équilibre thermique interne, renferme un rayonnement de corps noir, qui pourra être émis à travers un trou fait dans sa paroi, à condition que le trou soit assez petit pour que son effet soit négligeable sur l'équilibre.
Un corps noir à température ambiante paraîtra noir car la plus grande partie de l'énergie émise  est située dans le domaine de l'infrarouge, qui ne peut être perçue par l'œil humain. L'œil humain étant incapable de percevoir la couleur à de faibles intensités de lumière, un corps noir observé dans l'obscurité à la température la plus basse sera faiblement visible, et paraîtra subjectivement gris, même si son spectre physique atteint son niveau maximum  dans les infrarouges. Lorsqu'il devient un peu plus chaud, il prend une couleur rouge terne. Au fur et à mesure que sa température augmente, sa longueur d'onde diminue pour atteindre une couleur bleue-blanche éblouissante.
Malgré le fait que les planètes et les étoiles ne soient ni en équilibre thermique avec leur environnement ni des corps noirs parfaits, le rayonnement du corps noir est utilisé comme une première approximation de l'énergie qu'elles émettent. Les trous noirs sont des corps noirs presque parfaits, dans le sens qu'ils absorbent toutes radiations qui les frappent. Ils émettraient cependant un rayonnement de corps noir (appelé rayonnement de Hawking) d'après une température proportionnelle à leur masse.
L'expression « corps noir » a été introduite par Gustav Kirchhoff en 1860.

## Spectre

Propriétés et température avec couleurs du corps noir selon le spectre électromagnétique.

Le rayonnement du corps noir possède un spectre de fréquence continu et caractéristique qui ne dépend que de sa température, appelé le spectre du corps noir et décrit par la loi de Planck. Le spectre atteint son maximum à une fréquence caractéristique qui se décale vers des fréquences plus élevées à mesure que la température augmente, et dont la plus grande partie de l'émission à température ambiante est située dans la région infrarouge du spectre électromagnétique,,.
Lorsque la température dépasse 500 °C, les corps noirs commencent à émettre une importante quantité de lumière visible. Vus dans l'obscurité, ils sont d'un gris faiblement brillant, mais seulement parce que l'œil humain est sensible uniquement au noir et au blanc à de très faibles intensités. En réalité, la fréquence de la lumière dans le champ visible est rouge, cependant, l'intensité est trop basse pour être discernée comme étant rouge. Au fur et à mesure que la température augmente, le corps devient visible même lorsqu'il y a de la lumière ambiante. Il prend des couleurs tout d'abord de rouge terne, puis de jaune et, finalement, il émet une lumière « blanche-bleutée » éblouissante,. Bien qu'il demeure de cette couleur à l'œil, l'augmentation de température amène son pic d'émissivité dans le rayonnement ultraviolet. Le Soleil, avec une température effective d'environ 5 800 K, peut être considéré comme un corps noir ayant un spectre d'émission dont le pic d'émissivité est situé dans la partie centrale et vert-jaune du spectre visible, mais avec une puissance importante dans l'ultraviolet également.
La table ci-dessous décrit l'échelle entière des températures thermodynamiques, depuis le zéro absolu jusqu'aux températures les plus extrêmes envisagées par les cosmologistes.
| Description                                               | Température    | Longueur d'onde du maximum d'émittance du corps noir |
| --------------------------------------------------------- | -------------- | ---------------------------------------------------- |
| Zéro absolu                                               | 0 K            | ∞                                                    |
| Température minimale mesurée                              | 450 pK         | 6,4 km                                               |
| 1 millikelvin                                             | 0,001 K        | 2,9 m (ondes radio, bande FM)                        |
| Température du fond diffus cosmologique                   | 2,728 K        | 1,063 mm (micro-ondes)                               |
| Point triple de l'eau                                     | 273,16 K       | 10,608 3 µm (infrarouge lointain)                    |
| Lampe à incandescence A                                   | 2 500 K B      | 1,160 µm (proche infrarouge)                         |
| Surface observable du Soleil C                            | 5 778 K        | 501,5 nm (lumière verte)                             |
| Décharge de foudre                                        | 28 000 K       | 100 nm (ultraviolet lointain)                        |
| Cœur du Soleil                                            | 16 MK          | 180 pm (rayonnement X)                               |
| Explosion thermonucléaire (température maximale)          | 350 MK         | 8,3 pm (rayonnement gamma)                           |
| Cœur d'une étoile massive en fin de vie                   | 3 GK           | 1 pm (rayonnement gamma)                             |
| Système binaire d'étoiles à neutrons en cours d'accrétion | 350 GK         | 8 fm (rayonnement gamma)                             |
| Source de sursaut gamma                                   | 1 TK           | 3 fm (rayonnement gamma)                             |
| Collisionneur d'ions lourds relativistes                  | 1 TK           | 3 fm (rayonnement gamma)                             |
| Collisions proton-noyau au CERN                           | 10 TK          | 0,3 fm (rayonnement gamma)                           |
| L'Univers 5,391 × 10−44 s après le Big Bang               | 1,417 × 1032 K | 1,616 × 10−35 m (longueur de Planck)                 |

A Valeurs pour le corps noir vrai (ce que n'est pas le filament de tungstène d'une lampe). L'émittance d'un filament de tungstène est plus élevée dans les courtes longueurs d'onde que le corps noir, ce qui le fait paraître plus blanc.

B La valeur de 2 500 K est approximative.

C Température vraie de la photosphère.

## Explication

Couleur du rayonnement émis par un corps noir entre 800 et 12200 kelvins (K) – échelle linéaire –.
La seule lumière émise est celle du corps noir ; L'observateur est dans l'obscurité.
Cette image, affichée sur un écran ou un moniteur, est fidèle uniquement si les conditions suivantes sont respectées : la source de visualisation est calibrée pour un modèle de couleurs sRGB, un illuminant D65 (lumière du jour), et une correction de gamma de 2,2 (la couleur est fidèle, quelle que soit l'intensité lumineuse produite).

Toute matière ordinaire (baryonique) émet du rayonnement électromagnétique lorsqu'elle possède une température supérieure au zéro absolu. Cette radiation représente la conversion de l'énergie thermique d'un corps en énergie électromagnétique, et est alors appelée rayonnement thermique. C'est le processus spontané de répartition radiatif de l'entropie.
Inversement, toute matière ordinaire absorbe le rayonnement électromagnétique jusqu'à un certain degré. Un objet qui absorbe toute la radiation qu'il reçoit, dans toutes les longueurs d'onde, est appelé corps noir. Lorsqu'un corps noir est à une température uniforme, son émission possède une distribution spectrale d'énergie  qui dépend de la température. Cette émission est appelée rayonnement du corps noir.
Le concept de corps noir est une idéalisation, car un corps noir parfait n'existe pas dans la nature. Des matériaux comme le graphite et le noir de fumée, qui possèdent des émissivités supérieures à 0,95, se rapprochent fortement du « matériel noir » idéal.
Expérimentalement, le rayonnement du corps noir peut être établi au mieux comme étant la radiation de l'état d'équilibre dans une cavité à l'intérieur d'un corps rigide, à une température uniforme, qui est entièrement opaque et qui est seulement partiellement réfléchissante. Une boîte fermée avec des murs de graphite à une température constante ayant une petite ouverture sur l'une des faces latérales produit une bonne approximation du rayonnement de corps noir émanant de l'ouverture,.
Le rayonnement du corps noir est la seule distribution d'énergie stable pour le rayonnement thermique qui peut persister dans un équilibre thermodynamique à l'intérieur d'une cavité. En situation d'équilibre, pour chaque fréquence, le total d'intensité de rayonnement qui est émis et réfléchi d'un corps (c'est-à-dire la quantité nette de radiation quittant sa surface, appelé « luminance énergétique ») est déterminé uniquement par la température d'équilibre, et ne dépend pas de la forme, du matériau ou de la structure du corps. Pour un corps noir (un absorbeur parfait), il n'y a pas de rayonnement réfléchi, et alors la luminance énergétique est due entièrement à l'émission. De plus, un corps noir est un émetteur diffus (son émission est indépendante de la direction). Conséquemment, le rayonnement du corps noir peut être vu comme étant le rayonnement d'un corps noir à l'équilibre thermique.
Le rayonnement du corps noir provoque une incandescence si la température de l'objet est assez élevée. Le point de Draper, situé à environ 798 K, est la température où tout solide devient incandescent d'un rouge faible,. À 1 000 K, une petite ouverture dans le mur d'une large cavité opaque uniformément chauffée (que nous nommerons un four), vue de l'extérieur, apparaît rouge. À 6 000 K, il apparaît blanc. Peu importe comment le four est construit et de quel matériau, aussi longtemps qu'il est construit de manière que toute lumière qui y entre soit absorbée par les murs, sa lumière émise sera une bonne approximation du rayonnement du corps noir. Le spectre, et donc la couleur, de la lumière qui en sort est fonction de la température de la cavité uniquement. Une représentation graphique de la quantité d'énergie à l'intérieur du four par unité de volume et par unité de fréquence tracée par intervalles versus la fréquence est appelée courbe du corps noir. Différentes courbes sont obtenues en variant la température.

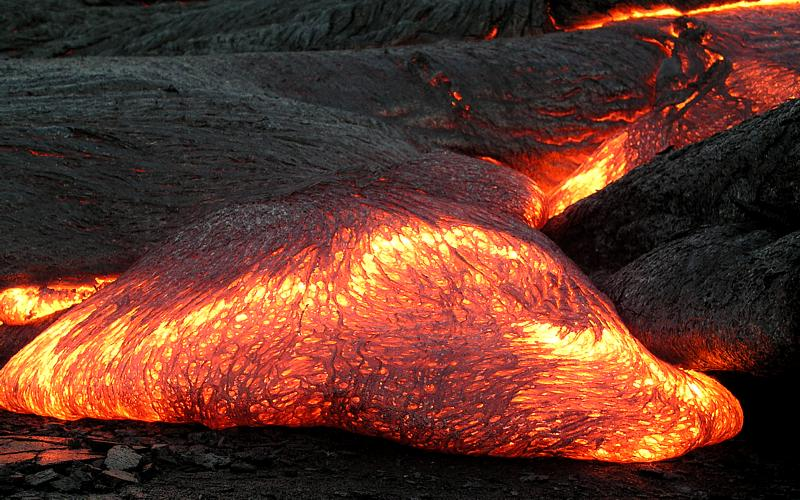
La température d'une coulée de lave pāhoehoe peut être estimée en observant sa couleur. Le résultat est en accord avec la température mesurée de coulées de lave d'environ 1000 °C à 1200 °C.

Deux corps qui sont de la même température demeurent en équilibre thermique mutuel, alors un corps à une température T entouré d'un nuage de lumière à une température T, en moyenne, émettra autant de lumière dans le nuage qu'il en absorbera, en suivant le principe d'échange de Prévost, qui réfère à l'équilibre radiatif. Le principe du bilan détaillé affirme qu'à l'intérieur d'un équilibre thermodynamique, chaque processus élémentaire se fait dans les deux sens de façon égale,. Prévost a aussi démontré que l'émission d'un corps est logiquement déterminée seulement par son propre état interne. L'effet causal de la thermodynamique d'absorption sur la thermodynamique d'émission (spontanée) n'est pas direct, mais n'est qu'indirect, car il affecte l'état interne du corps. Cela signifie qu'à l'équilibre thermodynamique, la quantité de chaque longueur d'onde émise dans toutes les directions du rayonnement thermique d'un corps à une température T, noir ou non, est égale à la quantité correspondante que le corps absorbe parce qu'il est entouré par une lumière à une température T.
Lorsque le corps est noir, l'absorption est évidente : la quantité de lumière absorbée est la totalité de la lumière qui en frappe la surface. Pour un corps noir beaucoup plus gros que la longueur d'onde, l'énergie lumineuse absorbée à toute longueur d'onde λ par unité de temps est strictement proportionnelle à la courbe du corps noir. Cela signifie que la courbe du corps noir correspond à la quantité d'énergie lumineuse émise par un corps noir, ce qui en justifie le nom. C'est une condition pour l'applicabilité de la loi du rayonnement de Kirchhoff : la courbe du corps noir caractérise la lumière thermique, qui dépend seulement de la température des murs de la cavité, à condition que ces murs soient complètement opaques et peu réfléchissants et que la cavité soit en équilibre thermodynamique. Si le corps noir est petit, assez pour que sa taille soit comparable à la longueur d'onde de la lumière, l'absorption est modifiée, car un petit objet n'est pas un absorbeur efficace de la lumière avec une longueur d'onde de taille similaire. Cependant, le principe d'égalité stricte d'émission et d'absorption est toujours respecté dans les conditions d'équilibre thermodynamique.

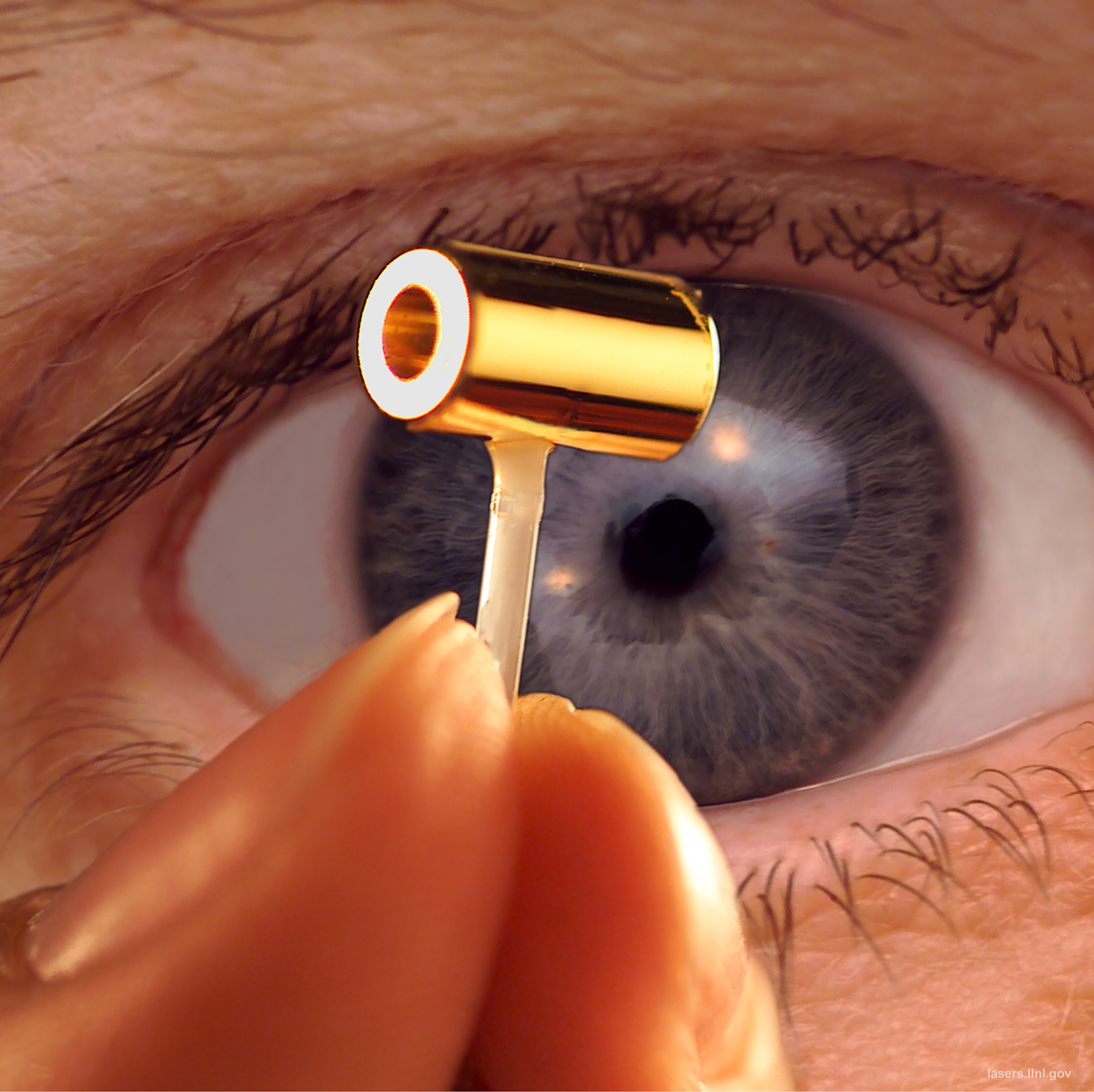
Hohlraum.

Dans le laboratoire, le rayonnement du corps noir est approximé par le rayonnement d'une petite ouverture dans une large cavité, un hohlraum, dans un corps complètement opaque qui est seulement partiellement réfléchissant, maintenu à une température constante. Cette technique mène au nom « rayonnement de cavité » parfois utilisé pour désigner le rayonnement de corps noir. Toute lumière entrant par l'ouverture serait réfléchie plusieurs fois avant qu'elle ne s'échappe, étant presque certainement absorbée dans le processus. L'absorption se produit indépendamment de la longueur d'onde du rayonnement entrant (à condition qu'il soit petit comparé à l'ouverture). L'ouverture, par la suite, sera une bonne approximation d'un corps noir théorique et, si la cavité est scellée, le spectre du rayonnement de l'ouverture (c'est-à-dire la quantité de lumière émise de l'ouverture à chaque longueur d'onde) sera continu, et ne dépendra uniquement que de la température et du fait que les murs sont opaques et au moins partiellement absorbant, mais pas sur le matériau particulier duquel ils sont faits ni sur le matériau de la cavité (comparé avec le spectre d'émission).
Calculer la courbe du corps noir était un défi majeur dans la physique théorique lors de la fin du XIXe siècle. Le problème a été résolu en 1901 par Max Planck dans le formalisme aujourd'hui connu comme étant la loi de Planck du rayonnement du corps noir. En faisant des changements à la loi du rayonnement de Wien (à ne pas confondre avec la loi du déplacement de Wien) conformément à la thermodynamique et l'électromagnétisme, il a trouvé une expression mathématique adaptée aux données expérimentales de façon satisfaisante. Pour y parvenir, Planck a pris l'hypothèse que l'énergie des oscillateurs dans la cavité était quantifiée, c'est-à-dire qu'elle existait en multiple de nombres entiers d'une certaine quantité. Einstein se basa sur cette idée et proposa la quantification du rayonnement électromagnétique lui-même en 1905 pour expliquer l'effet photoélectrique. Ces avancées théoriques ont finalement abouti au remplacement de la théorie de l'électromagnétisme classique par l'électrodynamique quantique. Ces quanta étaient appelés photons et on croyait que la cavité du corps noir contenait un gaz de photons. De plus, cela a mené au développement des distributions de probabilité quantique, nommées statistique de Fermi-Dirac et statistique de Bose-Einstein, chacune applicable à différentes classes de particules, fermions et bosons.
La longueur d'onde à laquelle le rayonnement est le plus fort est donnée par la loi du déplacement de Wien, et la puissance totale émise par unité de surface est donnée par la loi de Stefan-Boltzmann. Donc, à mesure que la température augmente, la couleur de l'incandescence change du rouge au jaune au blanc au bleu. Même alors que la longueur d'onde maximale se déplace à l'ultraviolet, assez de rayonnement continue d'être émis dans la longueur d'onde du bleu et le corps continuera de paraître bleu. Il ne deviendra jamais invisible — en effet, le rayonnement de la lumière visible augmente de façon monotone avec la température.
La luminance énergétique ou l'intensité observée n'est pas fonction de la direction. Par conséquent, un corps noir est un radiateur lambertien parfait.
Des objets réels ne se comportent jamais comme des corps noir idéaux parfaits, mais plutôt émettent des rayonnements à une fréquence donnée qui est une fraction de l'émission idéale. L'émissivité d'un matériau définit à quel point un corps réel rayonne de l'énergie comparé à un corps noir. Cette émissivité dépend de facteurs tels la température, l'angle d'émission, et la longueur d'onde. Cependant, il est normal en ingénierie d'assumer que l'émissivité spectrale d'une surface et son coefficient d'absorption ne dépendent pas de la longueur d'onde, afin que l'émissivité soit une constante. Cela est connu comme étant l'approximation du corps gris.
Avec des surfaces non-noires, la déviation par rapport au comportement d'un corps noir idéal est déterminée à la fois par la structure de la surface, telles la rugosité ou la granularité, et la composition chimique. Sur une base « par longueur d'onde », des objets réels en état d'équilibre thermodynamique local suivront quand même la loi du rayonnement de Kirchhoff : l'émissivité est égale à l'absorptivité, de sorte qu'un objet qui n'absorbe pas toute lumière incidente émettra aussi moins de rayonnement qu'un corps noir idéal ; l'absorption incomplète peut être dû à une partie de la lumière incidente étant transmise à travers le corps ou étant réfléchie à la surface du corps.

## Formalisme

### Loi de Planck
La loi de Planck énonce:
{\displaystyle I(\nu ,T)=\left({\frac {2h\,\nu ^{3}}{c^{2}}}\right){\frac {1}{\mathrm {e} ^{h\nu /kT}-1}}}
où :
{\displaystyle I(\nu ,T)} est l'énergie par unité de temps (puissance) par unité de surface d'une surface, par unité d'angle solide et par unité de fréquence par un corps noir à une température {\displaystyle T}, aussi appelée densité spectrale de luminance énergétique,
{\displaystyle h} la constante de Planck,
{\displaystyle c} la vitesse de la lumière dans le vide,
{\displaystyle k} la constante de Boltzmann,
{\displaystyle \nu } la fréquence de la radiation électromagnétique,
{\displaystyle T} la température absolue du corps.
Elle peut aussi être exprimée par unité de longueur d'onde, en écrivant {\displaystyle \,I(\nu ,T)\,\mathrm {d} \nu =-I(\lambda ,T)\,\mathrm {d} \lambda \,} et {\displaystyle \,\mathrm {d} \nu =-{\frac {c}{\lambda ^{2}}}\mathrm {d} \lambda \,} où {\displaystyle \lambda } est la longueur d'onde :
{\displaystyle I(\lambda ,T)=\left({\frac {2h\,c^{2}}{\lambda ^{5}}}\right){\frac {1}{e^{hc/\lambda kT}-1}}}.

### Loi du déplacement de Wien

Comparaison de différentes lois de rayonnement (Rayleigh-Jeans, Wien et Planck). Les lois de Planck et de Rayleigh-Jeans s'accordent bien aux plus basses fréquences. Les lois de Planck et de Wien s'accordent bien aux plus hautes fréquences.

La loi du rayonnement de Wien caractérise la dépendance du rayonnement du corps noir à la longueur d'onde. Il s'agit d'une formule empirique proposée par Wilhelm Wien, qui rend compte de la loi du déplacement de Wien.
La loi du déplacement de Wien montre comment le spectre du rayonnement du corps noir à une température quelconque est lié au spectre à toute autre température. Si la forme du spectre à une température donnée est connue, il est possible de calculer la forme à toute autre température. L'intensité spectrale peut être exprimée en fonction de la longueur d'onde ou de la fréquence.
Une conséquence de la loi du déplacement de Wien est que la longueur d'onde à laquelle l'intensité par unité de rayonnement produit par un corps noir est à un maximum,
{\displaystyle \lambda _{\max }} est une fonction uniquement de la température
{\displaystyle \lambda _{\max }={\frac {b}{T}}}.
où b = 2,897 772 9 × 10−3 K m est la constante de déplacement de Wien.
La loi de Planck a également été indiquée ci-dessus en fonction de la fréquence. Le maximum d'intensité est donné par :
{\displaystyle \nu _{\max }=58{,}8\ T} (en GHz/K, T étant exprimé en kelvins).

### Loi de Stefan-Boltzmann

Graphe d'une fonction d'énergie totale émise par un corps noir, proportionnelle à sa température thermodynamique. En bleu, l'énergie totale selon l'approximation de la loi de Wien,

La loi de Stefan-Boltzmann indique que la puissance totale rayonnée par unité de surface {\displaystyle j^{\star }} (aussi nommé flux thermique surfacique par rayonnement ou encore exitance énergétique), en watts par mètre carré, de la surface d'un corps noir est directement proportionnelle à la quatrième puissance de sa température absolue {\displaystyle T} en kelvins :
{\displaystyle j^{\star }=\sigma T^{4}},
où σ = 5,67 × 10-8 W m-2 K-4 est la constante de Stefan-Boltzmann. Cela découle de l'intégration {\displaystyle I(\nu ,T)} sur la fréquence et l'angle solide :
{\displaystyle j^{\star }=\int _{0}^{\infty }\mathrm {d} \nu \int \mathrm {d} \Omega \cos \theta \cdot I(\nu ,T)}.
Le facteur {\displaystyle \cos \theta } apparaît puisque nous considérons la radiation avec une direction normale à la surface. L'angle solide intégré s'étend sur {\displaystyle 2\pi } en azimut {\displaystyle \phi }, et sur plus de la moitié de l'angle polaire {\displaystyle \theta }:
{\displaystyle \int \mathrm {d} \Omega \cos \theta =\int _{0}^{2\pi }\mathrm {d} \phi \int _{0}^{\pi /2}\mathrm {d} \theta \sin \theta \cos \theta =\pi },
où {\displaystyle I(\nu ,T)} est indépendant des angles et passe à travers l'angle solide intégré. En insérant la formule pour {\displaystyle I(\nu ,T)}, on obtient
{\displaystyle j^{\star }={2\pi (kT)^{4} \over c^{2}h^{3}}\int _{0}^{\infty }\mathrm {d} x{x^{3} \over e^{x}-1}}.
{\displaystyle x\equiv h\nu /kT} est sans unité. L'intégration sur {\displaystyle x} vaut {\displaystyle \pi ^{4}/15}, ce qui donne
{\displaystyle j^{\star }=\sigma T^{4},\sigma \equiv {2\pi ^{5} \over 15}{k^{4} \over c^{2}h^{3}}}.

### Effet Doppler

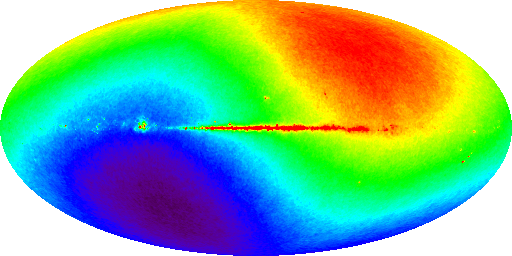
Anisotropie dipolaire du fond diffus cosmologique entraînée par l'effet Doppler.

L'effet Doppler relativiste cause un décalage de la fréquence de la lumière f provenant d'une source en mouvement par rapport à un observateur, on observe alors une onde de fréquence f'.
{\displaystyle f'=f{\frac {1-{\frac {v}{c}}\cos \theta }{\sqrt {1-v^{2}/c^{2}}}},}.
où v est la vélocité de la source avec un observateur au repos, θ est l'angle entre le vecteur de vélocité et la direction de l'observateur-source mesuré dans le cadre de référence de la source, et c est la vitesse de la lumière. Cette équation peut être simplifiée pour les cas spéciaux où l'objet se déplace parallèlement à l'observateur (θ = π ou θ = 0), et pour les cas où la vitesse est très inférieure à c (v << c).
Par l'équation de Planck, le spectre de température d'un corps noir est proportionnel à la fréquence de la lumière et on peut substituer la température (T) pour la fréquence dans cette équation.
Dans le cas d'une source en mouvement qui se dirige parallèlement à l'observateur, on peut réduire l'équation à
{\displaystyle T'=T{\sqrt {\frac {c-v}{c+v}}}}.
Où v > 0 indique que la source s'éloigne, et v < 0 indique que la source s'approche.
Ceci est un effet important en astronomie, où les vitesses des étoiles et des galaxies peuvent atteindre d'importantes fractions de c. Un exemple se trouve dans le rayonnement du fond diffus cosmologique, qui présente une anisotropie dipolaire du mouvement de la Terre par rapport à ce champ de rayonnement du corps noir.

## Applications en astronomie

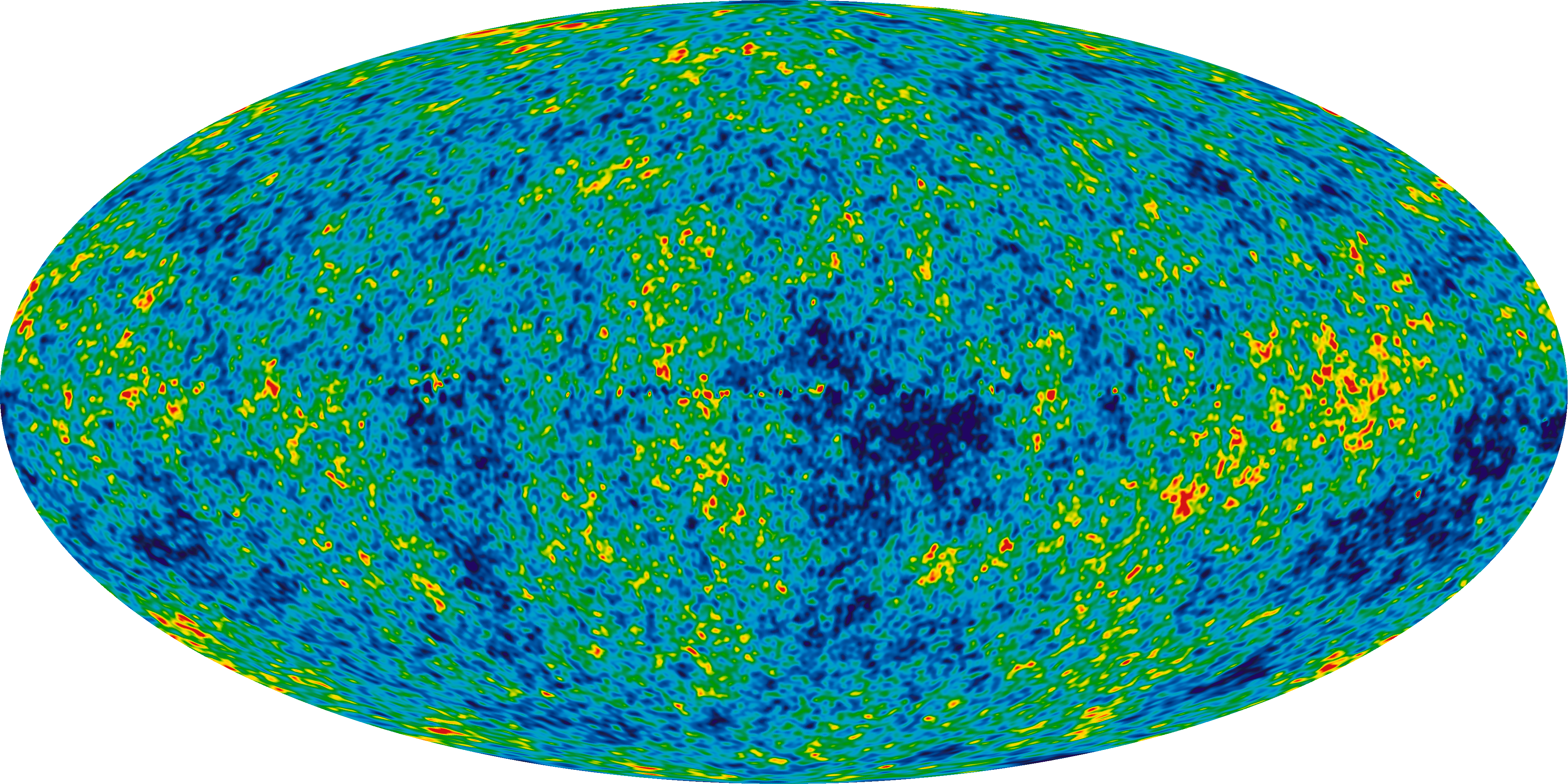
Cumul d'images prises pendant neuf ans par la sonde WMAP (2012) du rayonnement de fond cosmologique,.

En astronomie, plusieurs corps émettent des spectres se rapprochant de ceux émis par les corps noirs. D'abord, des objets tels les étoiles sont fréquemment vus comme étant des corps noirs, bien que ce soit une mauvaise approximation. Ensuite, le fond diffus cosmologique illustre un spectre du corps noir presque parfait. Enfin, le rayonnement de Hawking, rayonnement hypothétique émis par les trous noirs, a une température qui dépend de la masse, la charge, et le spin du trou.

### Relation de la température entre une planète et son étoile

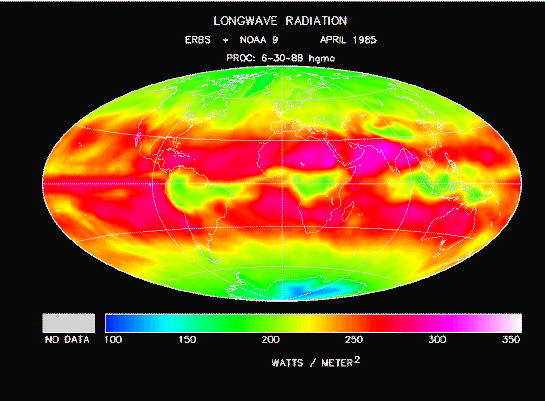
Ondes thermiques de la Terre, provenant des nuages, de l'atmosphère et du sol.

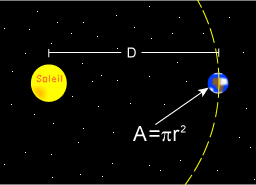
La Terre a seulement une zone d'absorption égale à un disque à deux dimensions, plutôt que sur la surface d'une sphère.

La loi de rayonnement du corps noir peut être utilisée pour estimer la température d'une planète en orbite autour du Soleil.
La température de la planète dépend de plusieurs facteurs:
- Les rayons incidents de l'étoile,
- La radiation émise par la planète,
- L'effet albédo, qui fait en sorte qu'une partie de la lumière est réfléchie par la planète.
- L'effet de serre (pour les planètes avec une atmosphère),
- L'énergie générée intérieurement par une planète due à plusieurs phénomènes tels la décroissance radioactive, le réchauffement par effet de marée et la contraction adiabatique par refroidissement.

L'analyse ci-bas considère le cas d'une planète dans du Système solaire.
La loi de Stefan-Boltzmann donne la puissance totale (énergie/seconde) émise par le Soleil :
{\displaystyle P_{\rm {S\ emt}}=4\pi R_{\rm {S}}^{2}\sigma T_{\rm {S}}^{4}\qquad \qquad (1)}.
où
{\displaystyle \sigma \,} est la constante de Stefan–Boltzmann,
{\displaystyle T_{\rm {S}}\,} est la température réelle du Soleil, et
{\displaystyle R_{\rm {S}}\,} est le rayon du Soleil.
Le Soleil émet cette puissance dans toutes les directions. Ainsi, cette énergie se disperse selon la surface d'une sphère et seule une petite partie de la radiation est captée par la planète. La puissance du Soleil qui frappe la planète (au sommet de l'atmosphère) est donc :
{\displaystyle P_{\rm {SE}}=P_{\rm {S\ emt}}\left({\frac {\pi R_{\rm {E}}^{2}}{4\pi D^{2}}}\right)\qquad \qquad (2)}.
où
{\displaystyle R_{\rm {E}}\,} le rayon de la planète et
{\displaystyle D\,} la distance entre le Soleil et la planète.
En raison de sa haute température, le Soleil émet dans une large mesure dans l'ultraviolet et le visible (UV-Vis). Dans cette gamme de fréquences, la planète reflète une fraction {\displaystyle \alpha } de cette énergie, ce qui correspond à l'albédo de la planète dans la gamme UV-Vis. En d'autres termes, la planète absorbe une fraction {\displaystyle 1-\alpha } de la lumière du Soleil, et reflète le reste. La puissance absorbée par la planète et son atmosphère est alors :
{\displaystyle P_{\rm {abs}}=(1-\alpha )\,P_{\rm {SE}}\qquad \qquad (3)}.
Même si la planète absorbe seulement une zone circulaire {\displaystyle \pi R^{2}} de l'énergie émise par le Soleil, elle émet dans toutes les directions comme une sphère. Si la planète était un corps noir parfait, elle émettrait en fonction de la loi de Stefan-Boltzmann.
{\displaystyle P_{\rm {emt\,bb}}=4\pi R_{\rm {E}}^{2}\sigma T_{\rm {E}}^{4}\qquad \qquad (4)}.
où {\displaystyle T_{\rm {E}}} est la température de la planète. Cette température, calculée pour le cas de la planète agissant comme un corps noir en définissant {\displaystyle P_{\rm {abs}}=P_{\rm {emt\,bb}}}, est connue comme la température effective. La température réelle de la planète sera probablement différente, en fonction de sa surface et les propriétés atmosphériques. Sans tenir compte de l'atmosphère et l'effet de serre, la planète, étant donné qu'elle est à une température beaucoup plus basse que celle du Soleil, émet principalement dans la partie infrarouge (IR) du spectre. Dans cette gamme de fréquences, elle émet {\displaystyle {\overline {\epsilon }}} du rayonnement qu'un corps noir émettrait, ce qui correspond à l'émissivité moyenne dans la gamme infrarouge. La puissance émise par la planète est alors :
{\displaystyle P_{\rm {emt}}={\overline {\epsilon }}\,P_{\rm {emt\,bb}}\qquad \qquad (5)}.
Pour un corps en équilibre d'échange radiatif avec son environnement, la vitesse à laquelle il émet de l'énergie rayonnante est égal à la vitesse à laquelle il l'absorbe, :
{\displaystyle P_{\rm {abs}}=P_{\rm {emt}}\qquad \qquad (6)}.
En substituant les expressions pour l'énergie solaire et celle de la planète dans les équations 1-6 et en simplifiant le rendement estimé de la température de la planète, en ignorant l'effet de serre, on obtient Tp :
{\displaystyle T_{P}=T_{S}{\sqrt {\frac {R_{S}{\sqrt {\frac {1-\alpha }{\overline {\varepsilon }}}}}{2D}}}\qquad \qquad (7)}.
En d'autres termes, compte tenu des hypothèses formulées, la température d'une planète dépend seulement de la température de la surface du Soleil, du rayon du Soleil, de la distance entre la planète et le Soleil, de l'albédo et de l'émissivité de la planète.

#### Température de la Terre
En substituant les valeurs mesurées pour les rendements du Soleil et de la Terre, on obtient :
{\displaystyle T_{\rm {S}}=5778\ \mathrm {K} ,}
{\displaystyle R_{\rm {S}}=6,96\times 10^{8}\ \mathrm {m} ,}
{\displaystyle D=1,496\times 10^{11}\ \mathrm {m} ,}
{\displaystyle \alpha =0,306\ }.
Avec la moyenne d'émissivité {\displaystyle {\overline {\varepsilon }}} à l'unité, la température effective de la Terre est :
{\displaystyle T_{\rm {E}}=254,356\ \mathrm {K} }.
ou −18,8 °C.
Ceci est la température de la Terre si elle rayonnait comme un corps noir parfait dans l'infrarouge, en ignorant l'effet de serre (qui peut élever la température de surface d'un corps supérieur à ce qu'il serait si elle était un corps noir parfait dans toutes les spectres), et en supposant un albédo immuable. La Terre, en fait, ne rayonne pas tout à fait dans l'infrarouge comme un corps noir parfait, ce qui augmentera la température estimée à quelques degrés au-dessus de la température effective.
Pour estimer la température de la Terre si elle n'avait pas d'atmosphère, on peut prendre l'albédo et l'émissivité de la Lune comme une bonne estimation, qui sont d'environ 0,1054 et 0,95Modèle:Source à confirmer, respectivement, ce qui donne une température estimée d'environ 1,36 °C.
Les estimations de l'albédo moyen de la Terre varient dans la gamme 0,3-0,4, ce qui entraîne des températures efficaces estimées différentes. Les estimations sont souvent basées sur la constante solaire plutôt que la température, la taille et la distance du Soleil. Par exemple, en utilisant 0,4 comme albédo et une puissance de 1 400 W m−2, on obtient une température effective d'environ 245 K. De la même façon, à l'aide d'un albédo de 0,3 et d'une insolation de 1372 W m-2 on obtient une température efficace de 255 K,,.

### Cosmologie
Le fond diffus cosmologique observé de nos jours est le rayonnement de corps noir le plus parfait jamais observé dans la nature, avec une température d'environ 2,7 K. Il a été émis au moment du découplage entre matière et rayonnement dans l'univers primitif. Avant cette époque, la plus grande partie de la matière dans l'Univers était sous la forme de plasma en équilibre thermique.
Selon Kondepudi et Prigogine, à une température très élevée (au-dessus de 1010 K), où le mouvement thermique sépare les protons des neutrons en dépit de l'interaction forte, des paires électron-positron apparaissent et disparaissent spontanément et sont en équilibre thermique avec un rayonnement électromagnétique. Ces particules forment une partie du spectre de corps noir, en plus du rayonnement électromagnétique.